# Phoenicoparrus
Los flamencos pequeños, flamencos andinos o parinas (Phoenicoparrus) son un género de aves phoenicopteriformes de la familia Phoenicopteridae. Sus especies habitan en ambientes acuáticos salobres y se distribuye principalmente en la región andina de Sudamérica. Su rango geográfico abarca desde el sur de Perú, a través de Bolivia y Chile, hasta el noroeste de Argentina.

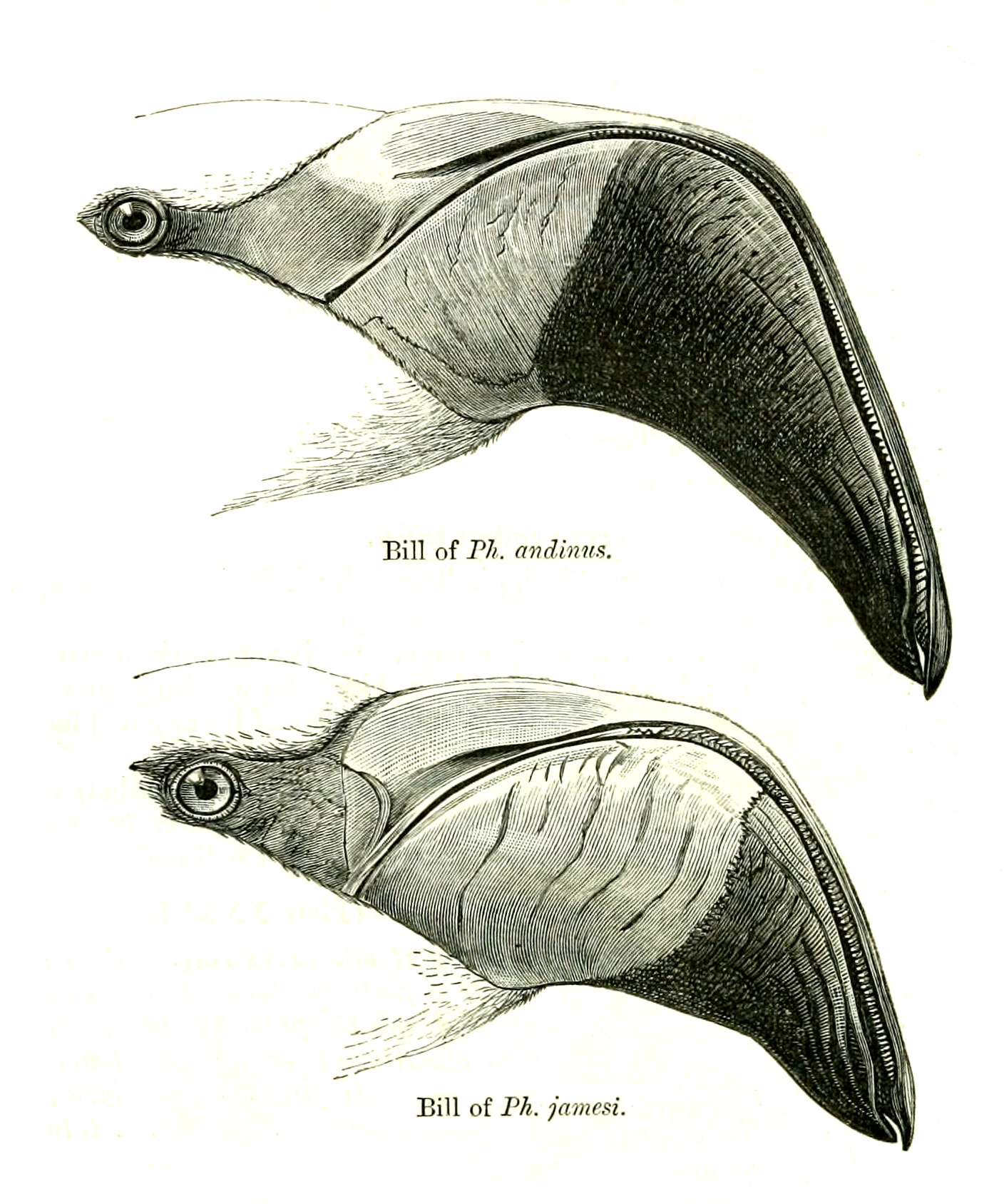
Detalle del pico de las dos especies de parinas sudamericanas la andina o grande arriba y la chica o de James abajo.

## Taxonomía

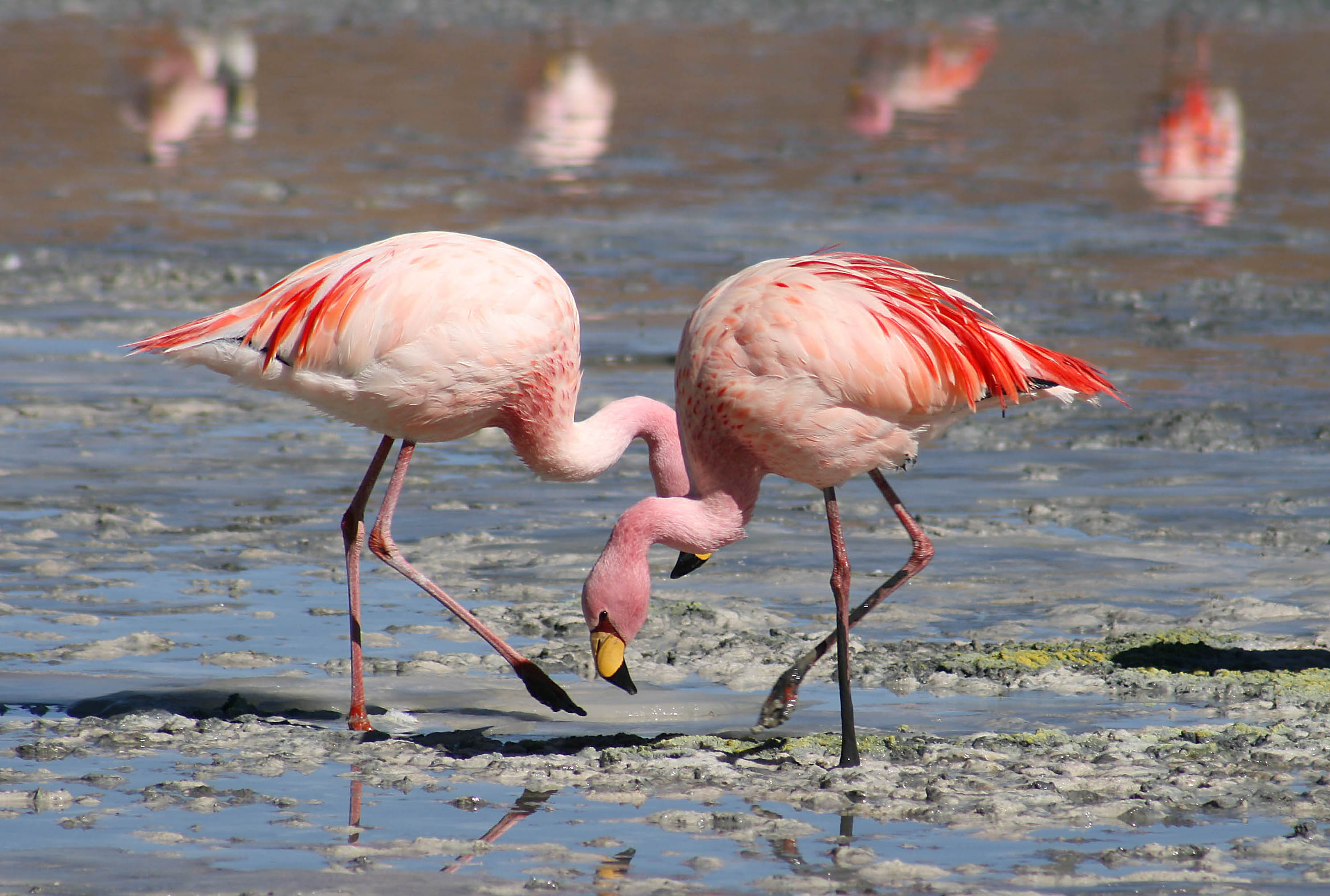
Parina chica (Phoenicoparrus jamesi).

Este género fue descrito originalmente en el año 1856 por el naturalista, político, y ornitólogo francés Charles Lucien Jules Laurent Bonaparte, II Príncipe de Canino y Musignano, hijo de Luciano Bonaparte y sobrino del emperador Napoleón Bonaparte.
Phoenicoparrus se separa de Phoenicopterus, entre otras características, por presentar una estructura del pico bastante diferente, ya que es profundamente aquillada con un aparato filtrador más especializado, con bulbo en sección transversal apto para la capturar de presas muy pequeñas, como algas verde-azules y diatomeas. Además, carece de hallux, uno de los dedos del pie. La estructura del pico en Phoenicopterus es más primitiva, solo adecuada para capturar presas más grandes, como moluscos y crustáceos.
Como la importancia de estas características en la designación de un género propio había sido puesta en duda, y apoyándose en lo determinado por un análisis de hibridación ADN-ADN publicado en el año 1990 el cual había encontrado pequeñas distancias genéticas entre todos los representantes de la familia, pasó a tratarse esta como monotípica.
Esta consideración fue la utilizada hasta que nuevos y más completos estudios genéticos de todos los taxones de la familia empleando muestras de 12 loci nucleares y 2 loci mitocondriales, generaron un robusto árbol filogenético con un alto nivel de soporte mediante el método Bootstrap de parsimonia y máxima verosimilitud. Encontraron una profunda separación entre los flamencos mayores y menores, lo que justificó que la familia sea dividida en al menos dos géneros, al fusionar al monotípico género Phoeniconaias (con su única especie: Phoeniconaias minor) en Phoenicoparrus, al ser apenas diferenciable por presentar el faltante dedo del pie de las parinas sudamericanas, si bien su tamaño es reducido.
Los clados de Phoenicoparrus y Phoenicopterus divergieron en el Plioceno o en el Pleistoceno temprano (1,7 a 3,9 millones de años atrás).
Especies
Este género está integrado por dos especies:
- Phoenicoparrus andinus, es la parina grande, flamenco andino, parihuana, chururu o jututu. Habita mayormente en el altiplano andino de los Andes centrales, en el oeste de Sudamérica.
- Phoenicoparrus jamesi, es la parina chica, flamenco de James, o chururu. Habita mayormente en el altiplano andino de los Andes centrales, en el oeste de Sudamérica.